# Назаренко, Виктор Александрович
Виктор Александрович Назаренко (род. 5 марта 1956, Минск, Белорусская ССР, СССР) — советский и украинский офицер Государственной пограничной службы, Генерал армии Украины, председатель ГПСУ (с 23 октября 2014 по 25 июля 2017 года). Доктор военных наук, кандидат психологических наук. Участник войны в Афганистане и конфликта вокруг острова Тузла.

## Биографические сведения
Виктор Назаренко родился в Минске.
В 1977 году окончил Львовское высшее военно-политическое училище, после чего в течение шести лет проходил службу в Львовском пограничном отряде Западного пограничного округа на должностях заместителя начальника и начальника пограничных застав.
С 1983 по 1986 год учился в военной академии имени Фрунзе. После окончания академии проходил службу в Среднеазиатском пограничном округе, участвовал в боевых действиях в Афганистане как начальник мотоманевренной группы. Впоследствии занимал должности заместителя начальника штаба — начальника отделения штаба, начальника штаба — заместителя начальника пограничного отряда.
С 1992 по 1994 год исполнял функции начальника штаба Львовского пограничного отряда Пограничных войск Украины. В течение 1994-1995 годов — начальник отдельного контрольно-пропускного пункта «Прикарпатье». В 1995-1998 годах занимал должность заместителя начальника штаба Северо-Западного управления Пограничных войск Украины, после чего в течение двух лет был начальником оперативно-военного отдела Южного направления Пограничных войск Украины. В 1999 году Виктору Назаренко было присвоено воинское звание «генерал-майор».
В 2000 году был назначен на должность командующего войсками Крымского направления, которую занимал в течение двух лет, после чего продолжил службу на аналогичной должности Азово-Черноморского направления. После реорганизации погранвойск в Государственную пограничную службу Украины, автоматически занял должность начальника Азово-Черноморского регионального управления ГПСУ.
За организацию охраны и обороны косы Тузла был награждён орденом Богдана Хмельницкого III ст.
С 2004 по октябрь 2014 года — первый заместитель директора Департамента охраны государственной границы Администрации Государственной пограничной службы Украины.
В октябре 2014 года назначен на должность первого заместителя Председателя Государственной пограничной службы Украины — директора Департамента охраны государственной границы.
23 октября 2014 года назначен Председателем Государственной пограничной службы Украины.
27 мая 2015 года Виктору Назаренко было присвоено воинское звание «генерал-полковник».
Доктор военных наук по специальности «Охрана государственной границы», кандидат психологических наук по специальности «Психология деятельности в особых условиях».
25 июля 2017 года Виктору Назаренко было присвоено высшее воинское звание генерала армии Украины. Следующим указом президента Порошенко в этот же день освобождён от должности Председателя Государственной пограничной службы Украины и уволен в отставку.

## Награды
- Орден Богдана Хмельницкого I степени (2 мая 2019) — за весомый личный вклад в дело охраны государственной границы, обеспечение защиты государственного суверенитета и территориальной целостности Украины по случаю Дня пограничника[5]
- Орден Богдана Хмельницкого II степени (24 мая 2011) — за весомый личный вклад в дело охраны государственной границы, обеспечение защиты государственного суверенитета и территориальной целостности Украины, образцовое выполнение воинского долга[6]
- Орден Богдана Хмельницкого III степени (20 декабря 2003) — за особые заслуги в защите государственного суверенитета, территориальной целостности, обороноспособности и безопасности Украины, мужество и высокий профессионализм, проявленные при исполнении служебных обязанностей[7]
- Медаль «Защитнику Отечества»
- Орден Красной Звезды
- Медаль «За боевые заслуги»
- Медаль «За отличие в охране государственной границы СССР»
- Медаль «60 лет Вооруженных Сил СССР»
- Медаль «70 лет Вооруженных Сил СССР»
- Медаль «За безупречную службу» I степени (СССР)
- Медаль «За безупречную службу» II степени (СССР)
- Медаль «За безупречную службу» III степени (СССР)
- Нагрудный знак «Воину-интернационалисту»
- Медаль «Воину-интернационалисту от благодарного афганского народа»